# Arnau Bassa

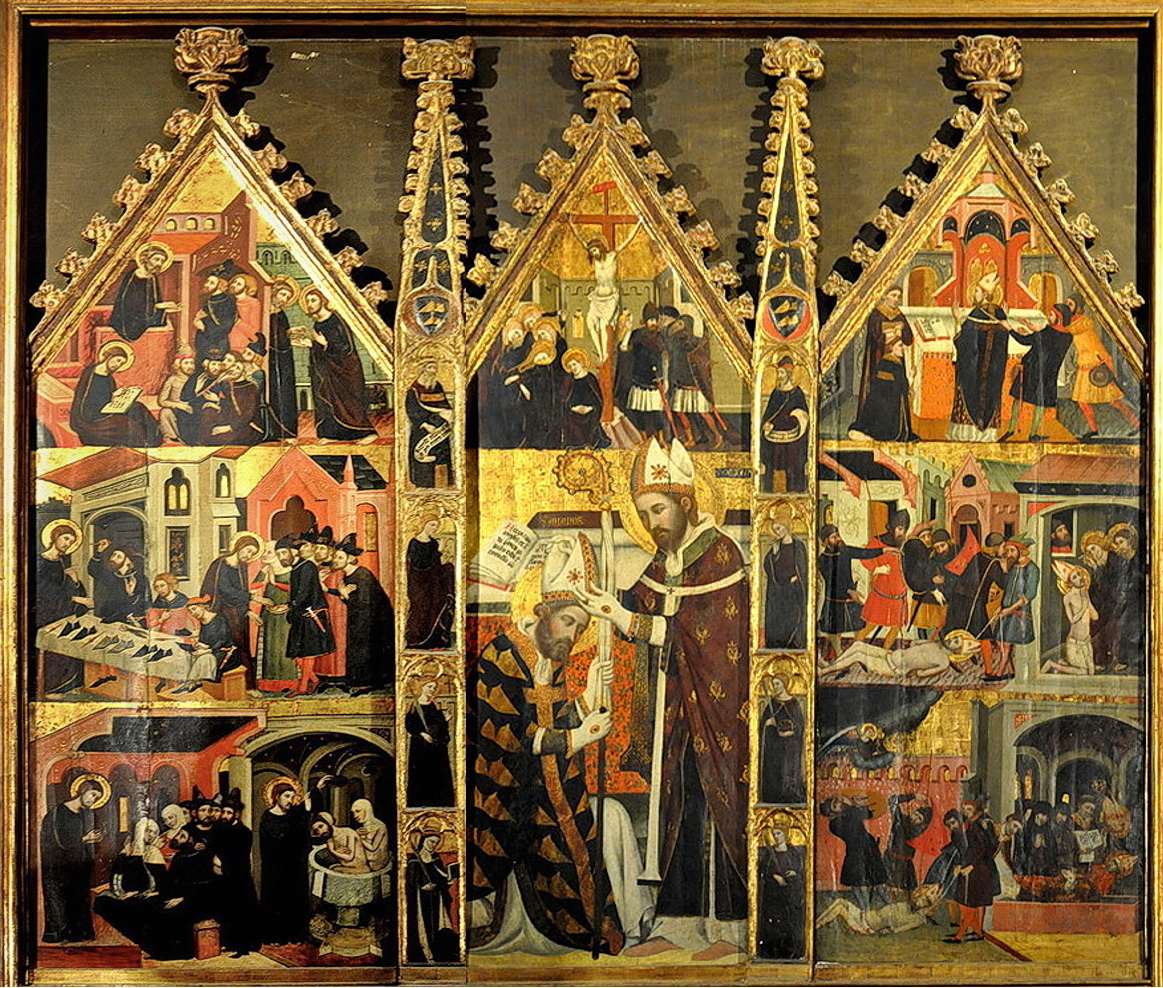
Retaule de Sant Marc, 1346, Col·legiata Basílica de Santa Maria de Manresa

Arnau Bassa, també anomenat mestre de Sant Marc, (c. 1320 - Barcelona, 1348). Pintor gòtic català, fill i deixeble del també pintor Ferrer Bassa, amb qui va col·laborar en nombrosos treballs i amb qui va compartir la incorporació de les influències de l'escola senesa a la Corona d'Aragó.
Introductor a la seva pintura d'elements procedents de l'escola d'Avinyó, encara que definitivament es va decantar pel gòtic italianitzant, sent un dels màxims exponents d'aquest gènere a Catalunya.
Va començar la seva formació a finals dels anys 1330 i es deuria incorporar al taller del seu pare cap a 1340, força abans d'aparèixer documentat el 23 de febrer de 1345 quan va signar un conveni junt amb el seu pare i una escriptura de reconeixement. El 10 de novembre de 1346 Ferrer Bassa li va atorgar poders, uns documents que permeten conèixer la seva majoria d'edat, que en aquella època se situava als 25 anys.

## Estil
Tot i la lògica influència del seu pare i mestre Ferrer Bassa, Arnau marcava distàncies dels patrons estilístics d'aquest, com es pot observar al Llibre d'hores de la reina Maria de Navarra on treballen junts, i en la que Arnau presenta una tècnica de pinzellada oberta, amb poc interès en efectes massa realistes, què evita una perfilació excessiva i dura, en favor d'unes modulacions tènues situant-se a mig camí entre la plasticitat del seu pare i la precisió del Mestre de Baltimore, l'altre autor de Les hores.
La pintura d'Arnau es pot situar com un compendi de les fórmules de Ferrer i del Mestre de Baltimore. Arnau suavitza l'expressivitat aguda del seu pare, i a diferència d'ell, aplica un joc de llum i ombra que dulcifica els rostres. L'allunyament d'estil respecte al pare l'apropa a la influència del Mestre sense arribar a la seva pintura escultòrica.
Arnau Bassa és considerat com un dels més dotats entre els pintors trecentistes de l'escola de Barcelona. La seva obra se situa en una etapa avançada i progressiva de l'evolució de la pintura medieval cap l'estilització realista. Els seus personatges manifesten vitalitat dins d'un registre misteriós però sempre expressiu, tot conservant el hieratisme dels pintors formats en el cercle de Duccio (c. 1255-c. 1318).
Ambienta les escenes de forma molt diferent al seu pare. Les seves complexes estructures arquitectòniques, comuniquen un caràcter especial a l'esquema de la majoria de passatges narratius. Aquest fet influirà en l'art de Ramon Destorrents i en la resta de pintors de la segona etapa de l'art italogòtic de l'escola de Barcelona. Amb tot, cap d'ells va aconseguir el grau de vivesa i naturalisme dels seus personatges. Cromàticament, les seves obres presenten una rica gamma de carmins, cadmis, rosats, ocres i sienes que esdevé signe d'identitat.
Va ser gràcies a la seva personalitat que, malgrat els pocs anys en què va treballar, la seva activitat resultaria decisiva per al desenvolupament de la pintura catalana durant la segona meitat del segle xiv, marcant les pautes dels seus successors fins l'arribada del corrent internacional de la mà de Lluís Borrassà.

## Obra
La seva obra individual, està documentada entre els anys 1345 i 1348.
El gremi de sabaters de Barcelona, en un document datat l'11 de desembre de 1346, fa esment al retaule de Sant Marc encarregat per a la capella que el gremi tenia a la catedral de Barcelona. Aquest document va permetre als historiadors vincular la figura de l'anònim Mestre de Sant Marc amb la d'Arnau Bassa.
L'any 1431, aprofitant l'ampliació de la catedral, els sabaters es varen traslladar a la capella del costat, on avui continua l'advocació de sant Marc. Aquesta capella, era nova i de major capacitat, fet que varen aprofitar per instal·lar, el 1443, un retaule de Bernat Martorell amb la predel·la de la Flagel·lació de Jaume Huguet, traslladant l'obra d'Arnau Bassa va passar a una petita capella dedicada a Sant Marc que s'acabava de construir a Manresa, allà es va mantenir fins que al començar el segle XX més concretament el 1902 va passar a pertànyer a la Col·legiata Basílica de Santa Maria de Manresa, pocs anys més tard es va traslladar al seu museu i més tard una vegada restaurat el 1956 va tornar a instal·lar-se novament dins de la Seu manresana.
El 1347, juntament amb el seu pare signen per a la realització del retaule de Sant Jaume per al monestir de Jonqueres, la figura de Sant Jaume és atribuïda a Arnau.
Atribuït al taller del seu pare, però probablement obra directa seva, és el políptic Morgan de reduïdes dimensions amb escenes de la vida de Crist i de Maria, amb una predel·la dedicada a retrats de sants, datat cap a 1345 que s'exposa a la Pierpont Morgan Library.
Va participar en el retaule de la Capella Reial pel Palau de l'Almudaina de Palma (conservat al Museu Nacional de Lisboa), la figura de Santa Anna és d'una clara intervenció d'Arnau, aquest retaule va ser acabat pel taller de Ramon Destorrents, a la mort dels Bassa (pare i fill) al voltant de 1348 per causa de l'epidèmia de pesta.